# Ascot
Ascot este un mic oraș în comitatul Berkshire, regiunea South East England, Anglia. Orașul aparține burgului regal Windsor and Maidenhead. Orașul este faimos pentru hipodromul aflat în apropierea acestuia. Deoarece castelul Windsor, una dintre principalele reședințe ale monarhilor britanici,  se află în apropiere, aici se desfășoară anual o prestigioasă întâlnire hipică, Royal Ascot, care este una dintre cele mai importante evenimente din calendarul monden britanic. 